# Eric al IV-lea al Danemarcei
Eric al IV-lea (n. 1216, Copenhaga, Danemarca – d. 10 august 1250, Schlei⁠(d), Schleswig-Holstein, Germania) a fost regele Danemarcei din 1241 până la moartea sa în 1250. A fost fiul regelui Valdemar al II-lea al Danemarcei și a soției sale, Berengaria de Portugalia, și fratele lui Abel și Christopher I.
Domnia sa a fost marcată de conflictele armate și războaiele civile împotriva fraților săi. El s-a luptat în special cu fratele său, Abel, Ducele de Schleswig, care pare să fi dorit o poziție independentă și care a fost susținută de conții de Holsten. Eric s-a luptat și cu țăranii din Scania, care s-au răzvrătit din cauza taxelor sale dure.
Eric era rege de aproximativ un an, atunci când a intrat prima dată în conflict cu fratele său, Abel, în 1242. Conflictul a durat timp de doi ani, apoi frații au convenit asupra unui armistițiu în 1244 și  au făcut planuri pentru o cruciadă comună în Estonia.
În același timp, Eric s-a confruntat cu probleme de ordine religioase, care  insistau că acestea sunt imune la impozitele pe care Eric le pusese. Eric voia ca terenurile bisericilor să fie impozitate ca orice alt teren din țară. Papa a trimis un nunțiu pentru a negocia cu regele și episcopii de la Odense, în 1254. Excomunicarea amenința pe oricine, de la mare la mic, oricare ar fi încălcat drepturile vechi și privilegiile bisericii. 
Înfuriat, Eric și-a îndreptat atenția spre episcopul Niels Stigsen de Roskilde, care fugise din Danemarca în același an. El i-a confiscat proprietățile episcopiei din Zeelanda, inclusiv orașul Copenhaga, ca o compensație pentru necazurile sale cu Abel. În ciuda intervenției Papei, care a pledat pentru repunerea în drepturi a episcopului și restituirea proprietăților sale, disputa nu a putut fi rezolvată. 
Între timp, conflictul dintre regele Eric și frații lui a izbucnit din nou în 1246. Conflictul a început atunci când Eric l-a invitat pe Holsten, într-o încercare de a restabili controlul tatălui său în țară. Ducele Abel s-a căsătorit cu fiica lui Adolf al IV-lea, Contele de Holsten, forțându-l pe regele Eric să renunțe la cucerirea sa. În anul următor, Abel și Holsten au luat cu asalt Iutlanda și Funen, arzând și jefuind zona până în nord la Randers și Idense. Abel a fost susținut de orașul Lübeck, precum și de frații lui Christopher,  Lord de Lolland și Falster și Knut, Duce de Blekinge.
Eric a ripostat imediat recucerind orașul Ribe și ocupând orașul patrimonial al lui Abel, Svendborg. În 1247, el a capturat castelul Arreskov din Funen și i-a luat prizonieri pe Christopher și Knut. A fost aranjat un armistițiu de către sora lui Eric, Sophie de Brandenburg, lăsându-l pe Eric în control total în toată Danemarca.
În 1249, țăranii din Scania s-au răzvrătit împotriva taxei de plug. Regele a restaurat ordinea cu ajutorul orașului Zeeland, însă biserica, Ducele Abel și germanii din sudul Iutlandei au format o alianță împotriva regelui.
Eric a ridicat o armată și a navigat spre Estonia pentru a-și securiza țara în 1249. În drumul de întoarcere spre Danemarca, în 1250, și-a dus armata la Holsten pentru a preveni capturarea cetății frontieră din Rendsburg și pentru a le arata conților germani cine este regele. Fratele său, Ducele Abel i-a oferit ospitalitatea sa în casa de la Gottorp, în Schleswig. Într-o seară în care regele juca cărți cu unul dintre cavalerii germani, șambelanul ducelui și un grup de oameni l-au luat prizonier. L-au legat și l-au târât afară, până la o barcă și au vâslit până au ieșit din Schlien. Când Eric a auzit vocea dușmanului său, Lave Gudmundsen, a realizat că avea să fie ucis. Regele a cerut un preot pentru a-i auzi ultima confesiune iar conspiratorii au tras barca la mal, i-au permis lui Eric să-și spună păcatele, apoi l-au dus în largul mării. Unul dintre conspiratori l-au omorât pe regele Eric cu un topor. Eric a fost decapitat și trupul său a fost aruncat în apele mării. În dimineața următoare, doi pescari l-au prins pe regele decapitat în plasa de pește. Cadavrul său a fost depus la Abația Dominicana în Schleswig, apoi trupul său a fost mutat în Biserica Sf. Bendt.

## Căsătoria și copii
Eric a avut șase copii cu soția sa, Jutta de Saxonia, cu care s-a căsătorit pe 17 noiembrie 1239:
- Knut, a murit tânăr
- Christopher, a murit tânăr
- Sophia de Danemarca (1241 - 1286), s-a căsătorit cu regele Valdemar al Suediei
- Ingeborg, regina Norvegiei (1244 - 1287), s-a căsătorit cu regele Magnus al VI-lea al Norvegiei
- Jutta, stareță la St. Agneta in Roskilde (1246–1284)
- Agnes, stareță la St. Agneta in Roskilde (1249–1288/95)